# Episodi di Higashi no Eden
Questa è una lista degli episodi della serie anime Higashi no Eden.
| Nº | Titolo italiano (traduzione letterale) Giapponese 「Kanji」 - Rōmaji                                                                             | In onda        | In onda |
| Nº | Titolo italiano (traduzione letterale) Giapponese 「Kanji」 - Rōmaji                                                                             | Giapponese     |         |
| 1  | Ho trovato un principe! 「王子様を拾ったよ」 - Ōji-sama o hirotta yo                                                                             | 9 aprile 2009  |         |
| 2  | Lunedì malinconico 「憂鬱な月曜日」 - Yūutsu na getsuyōbi                                                                                        | 16 aprile 2009 |         |
| 3  | Nella notte del Late Show 「レイトショーの夜に」 - Reito shō no yoru ni                                                                          | 23 aprile 2009 |         |
| 4  | Vera realtà, finta realtà 「リアルな現実 虚構の現実」 - Riaru na genjitsu kyokō no genjitsu                                                      | 30 maggio 2009 |         |
| 5  | Ora, non è il momento di pensare a una cosa del genere 「今、そんなこと考えてる場合じゃないのに」 - Ima, sonna koto kangaeteru baai ja nai no ni | 7 maggio 2009  |         |
| 6  | Eden dell'est 「東のエデン」 - Higashi no Eden                                                                                                   | 14 maggio 2009 |         |
| 7  | Il cigno nero danza 「ブラックスワン舞う」 - Burakku suwan mau                                                                                   | 21 maggio 2009 |         |
| 8  | In cerca di un tragitto perso in anticipo 「あらかじめ失われた道程をさがして」 - Arakajime ushinawareta michinori o sagashite                    | 28 maggio 2009 |         |
| 9  | Un uomo troppo effimero 「ハカナ過ギタ男」 - Hakanasugita otoko                                                                                  | 4 giugno 2009  |         |
| 10 | Chi ha ucciso Akira Takizawa? 「誰が滝沢朗を殺したか」 - Dare ga Takizawa Akira o koroshita ka                                                   | 11 giugno 2009 |         |
| 11 | L'est che continua ancora 「さらにつづく東」 - Sara ni tsuzuku higashi                                                                           | 18 giugno 2009 |         |